# 何傳坤
何傳坤（1945年1月16日—2015年4月30日），台灣人類學者，曾任國立清華大學、輔仁大學，以及東海大學教授。

## 生平
何傳坤祖籍山東文登，出生於南韓大邱廣域市，是韓國華僑
。後來臺就讀國立臺灣大學醫學院，然而幾年後轉入人類學系。1971年，何傳坤自台灣大學畢業後，赴美國華盛頓州立大學攻讀人類學，並在該校取得碩、博士。

## 職業生涯
何傳坤取得博士學歷後，返台從事研究及教育工作。1993年1月，何傳坤進入國立自然科學博物館服務，並於1998年起擔任人類學組主任。任內對於台灣中部的史前文化進行深入的發掘及研究，包含魚寮遺址、惠來遺址、中社遺址、南勢坑遺址、大馬璘遺址、水蛙窟遺址、營埔遺址、鹿寮遺址、古笨港遺址，以及玉山國家公園遺址等等。何傳坤也曾推動台灣更新世動物化石的研究，促使兩岸學者開始關注並進行澎湖海溝及左鎮動物化石的研究。

## 逝世
2015年4月26日下午，何傳坤偕妻子至台北市內湖區碧湖公園附近運動，不久失蹤。4月30日，同事於該處擴大協尋，並於環山步道一帶找到何傳坤的遺體。